# 谷一郎 (物理学者)
谷 一郎（たに いちろう、1907年5月20日 - 1990年5月28日）は、日本の流体力学者。

## 経歴
東京府生まれ。1924年府立一中卒。1927年旧制一高卒。1930年東京帝国大学工学部航空学科卒。1943年「層流境界層ニ関スル研究」で工学博士の学位を取得。
東京帝国大学工学部講師から、1933-1944年航空研究所兼務、1942年第二工学部助教授。その間、特攻兵器「桜花」開発のため、木村秀政助教授の風洞実験用の木型設計を基に空気力学の実験に携わる（桜花 (航空機)#歴史参照）。
1951年東京大学生産技術研究所助教授、1952年東大理工学研究所教授、1958年東大航空研究所教授、1964年東大宇宙航空研究所教授、68年定年退官、名誉教授。1965年東レ科学技術賞受賞。1968年日本学士院賞受賞、1976年日本学士院会員。1977年勲二等旭日重光章受勲。1979年レオナルド・ダ・ヴィンチ『鳥の飛翔に関する手稿』の翻訳でマルコ・ポーロ賞受賞。1982年ドイツ航空宇宙協会ルートヴィヒ・プラントル・リング受賞。
平成2年5月29日死去。墓所は東京都港区の龍原寺。

## 著書
- 『流体力学 上』岩波書店 1944
- 『乱流理論』克誠堂出版 / 金原出版 応用力学選書 1950
- 『流れ学』岩波全書 1951
- 『飛行の原理』岩波新書 1965

### 編・共編
- 『流体力学実験法』小橋安次郎,佐藤浩共編 岩波書店 1977
- 『乱流 流体力学の進歩』編 丸善 1980
- 『境界層 流体力学の進歩』編 丸善 1984

## 論文
- 谷一郎『流体力学の進歩 乱流』、丸善、1980年、NAID 10000079063。
- 谷一郎『流体力学の進歩乱流』、丸善、1980年、1-81頁、NAID 10003679950。
- 谷一郎「流体力学の進歩」『乱流』、丸善、1980年、221-262頁、NAID 20000253296。
- 谷一郎「[111]円筒の抵抗(13.流體力学及水力機)」『機械學會誌』第36巻第196号、日本機械学会、1933年、574-575頁、doi:10.1299/jsmemagazine.36.196_574_2、NAID 110002446473。
- 糸川英夫, 岡本哲史, 谷一郎, 松川昌藏, 村上勇次郎「流體力學」『日本航空學會誌』第4巻第30号、日本航空宇宙学会、1937年、1071-1102頁、doi:10.14822/jjsass1934.4.30_1071、NAID 130007023380。
- 谷一郎「壓縮性流體に於ける境界層に就いて」『東京帝國大學航空研究所報告』第19巻第251号、東京帝國大學航空研究所、1943年1月、49-73頁、NAID 110004557003。
- 谷一郎「再び壓縮性流體に於ける境界層に就いて」『東京帝國大學航空研究所報告』第22巻第322号、東京帝國大學航空研究所、1944年12月、463-491頁、NAID 110004558888。
- 谷一郎「20世紀前半の流体力学」『科学』第21巻第8号、岩波書店、1951年8月、404-410頁、ISSN 00227625、NAID 40017545109。
- 谷一郎, 小橋安次郎「自由乱流の問題について」『生産研究』第3巻第12号、誠文堂新光社、1951年12月、451-453頁、ISSN 0037105X、NAID 120001742289。

### 翻訳
- セオドア・フォン・カルマン『飛行の理論』岩波書店 1956
- レオナルド・ダ・ヴィンチ『鳥の飛翔に関する手稿』小野健一、斎藤泰弘共訳 岩波書店 1979